# Старші розмірності
Старші розмірності або простори старших розмірностей — термін, що використовується у топології многовидів для многовидів розмірності {\displaystyle \geq 5}.
У старших розмірностях працюють важливі технічні прийоми, пов'язані з трюком Вітні (наприклад теорема про h-кобордизм), які значно спрощують теорію.
На противагу, топологія многовидів розмірності 3 та 4 значно складніше.
Зокрема, узагальнена гіпотеза Пуанкаре була доведена спочатку в старших розмірностях, потім в розмірності 4 і тільки в 2002 році — в розмірності 3.
Окремий випадок простору великої розмірності — N-вимірний евклідів простір.

## Багатовимірність простору
Теодор Калуца вперше запропонував ввести в математичну фізику п'ятий вимір, що послужило основою для Теорії Калуци-Клейна. Ця теорія — одна з теорій гравітації, модель, що дозволяє об'єднати дві фундаментальні фізичні взаємодії: гравітацію і електромагнетизм, — була вперше опублікована в 1921 році математиком Теодором Калуцею, який розширив Простір Мінковського до 5-вимірного простору і отримав з рівнянь загальної теорії відносності класичні рівняння Максвелла.
У теорії струн використовуються тривимірні (що мають дійсну розмірність 6) многовиди Калабі-Яу, виступаючі, як шар компактифікації простору-часу, так що кожній точці чотиривимірного простору-часу відповідає простір Калабі-Яу.
Одна з основних проблем при спробі описати процедуру редукції струнних теорій з розмірності 26 або 10 у низькоенергетичну фізику розмірності 4 полягає у великій кількості варіантів компактифікації додаткових вимірів на многовиду Калабі-Яу і на орбіфолди, які, ймовірно, є граничними випадками просторів Калабі-Яу. Велике число можливих рішень з кінця 1970-х і початку 1980-х років створило проблему, відому під назвою «проблема ландшафту».
На сьогоднішній день безліч вчених фізиків-теоретиків по всьому світу досліджують питання багатовимірності простору. У середині 1990-х Едвард Віттен та інші фізики-теоретики виявили вагомі докази того, що різні теорії суперструн являють собою різні граничні випадки неопрацьованої поки 11-вимірної М-теорії.
Як правило, класична (Не квантова) релятивістська динаміка n — бран будується на основі принципу найменшої дії для многовида розмірності n+1 (n просторових вимірів плюс часовий), що знаходиться в просторі вищої розмірності. Координати зовнішнього простору-часу розглядаються, як поля, задані на многовиді брани. При цьому група Лоренца стає групою внутрішньої симетрії цих полів.
А що, якщо і справді ми сприймаємо всього 3 з 11 вимірів, що існують (за M-теорією)? У такому випадку ми просто приречені на поїдання крихт зі столу космології. Однак, завжди є можливість описати те, що ми не можемо сприйняти безпосередньо, за допомогою математики. Наприклад, четвертий вимір можна спробувати уявити виходячи з логіки, що три виміри, які сприймаються нами, є відносно четвертого тим же, що і два виміри площини щодо об'ємного сприйняття.
Існує безліч суто практичних застосувань теорії багатовимірності простору. Наприклад, завдання про упакування куль в n-вимірному просторі стала ключовою ланкою у розробці радіо-кодуючих пристроїв.
Природним розвитком ідеї багатовимірного простору є концепція нескінченновимірного простору (Гільбертів простір).